# Fondul Bisericesc al Bucovinei

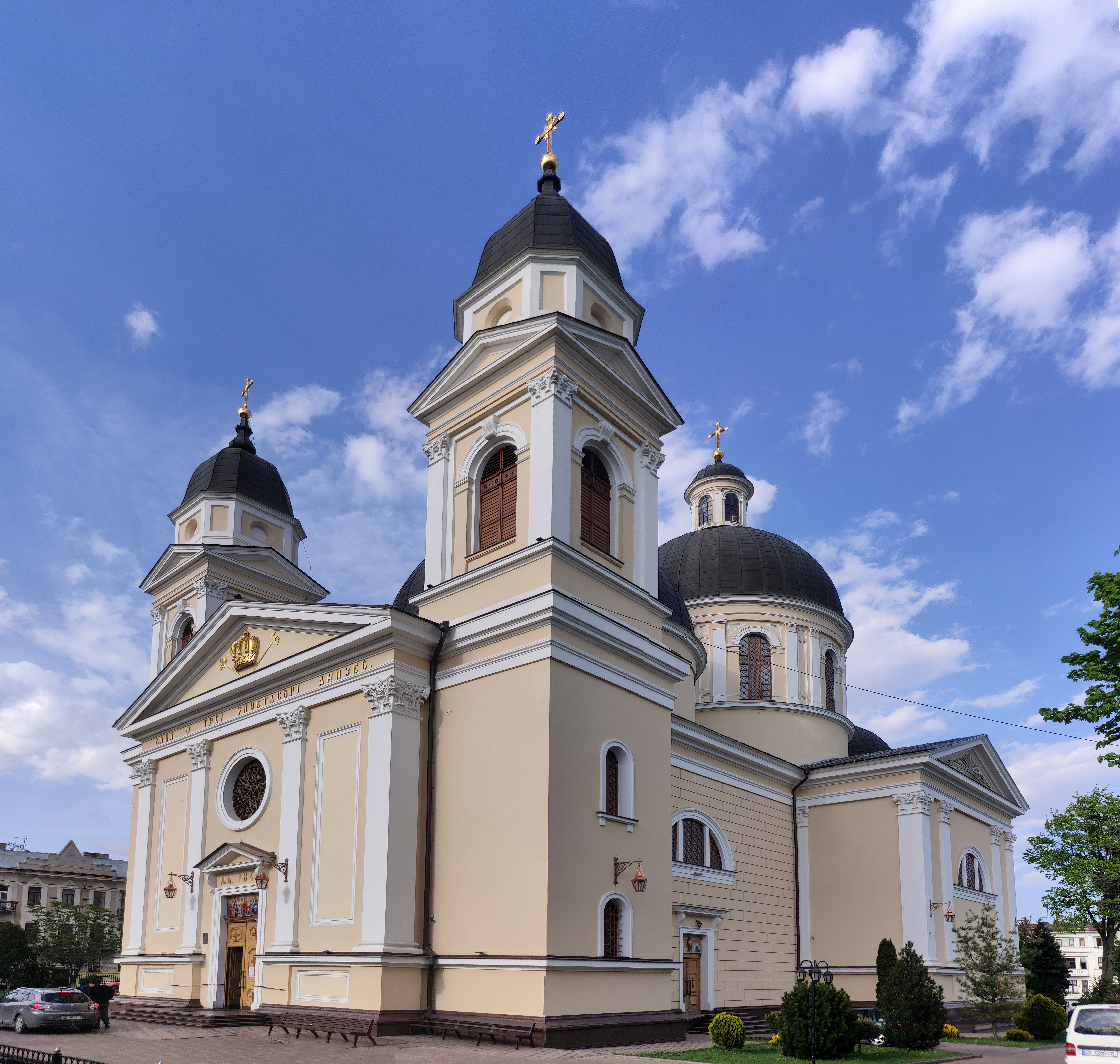
Catedrala Pogorârea Sfântului Duh din Cernăuți, construită între 1844-1864 din acest fond.

Fondul Bisericesc al Bucovinei a fost un fond din categoria fondurilor religionare (în germană Religionsfonds) instituite în contextul iozefinismului, din secularizarea averilor bisericești. Fondul avea ca scop principal susținerea financiară a instituțiilor și proiectelor bisericești și culturale din Bucovina (plata preoților de parohie, finanțarea construcției și renovării imobilelor bisericești etc.). Măsura viza transformarea așezămintelor religioase în instituții de utilitate publică, care să întrețină pe lângă ele școli, spitale, orfelinate etc. Ca peste tot în Imperiul Austriac, măsura era îndreptată împotriva mănăstirilor contemplative, adică celor dedicate exclusiv rugăciunii și activităților liturgice, considerate de stat drept inutile.

## Istoric
Fondul religionar a fost creat la 29 aprilie 1786 prin „Decizia pentru regularea afacerilor preoțești, bisericești și școlare în Bucovina”, emisă de Consiliul Aulic de Război din Viena, în cadrul „Planului regulativ spiritual bucovinean”, cuprindea întreaga avere bisericească ortodoxă a provinciei, având drept scop întreținerea Bisericii în sens cât se poate de larg.
În 1870 controlul asupra „direcției c.c. a bunurilor fondului religionar greco-oriental” a fost trecut în competența Ministerului Agriculturii. Guvernatorul Bucovinei era concomitent și președintele din teritoriu al direcției. Patronul superior și ultimul organ decizional a rămas împăratul de la Viena. În 1910 fondul religionar deținea peste 250.000 hectare pădure (din totalul de 440.000 al Bucovinei), 17.000 hectare domenii latifundiare și imobile în valoare de peste o sută de milioane de coroane. În comparație cu alte Biserici ortodoxe din monarhie, veniturile fondului garantau clerului ortodox al provinciei o salarizare și o școlarizare finanțată de către stat.
Fondul Bisericesc al Bucovinei s-a constituit din averile Episcopiei de Rădăuți și ale mănăstirilor Putna, Sucevița, Dragomirna, Voroneț, Moldovița, Solea, Horecea ș.a., prin înțelepciunea împăratului Iosif al II-lea. Daniile acestea provenind de la domnii și boierii Moldovei sunt și au rămas o avere curat românească.
În 1918, la unirea Bucovinei cu România, Fondul Bisericesc al Bucovinei era compus din: pădure – 231.648 ha; terenuri agricole și neproductive – 8.037,5 ha; clădiri – 560; cariere de piatră și piatră de var – 47,75 ha; Stabilimente balneare, la Vatra Dornei și Băile Iacobeni; mine la Iacobeni și Vatra Dornei de unde se extrăgeau minereuri, iazuri ș.a.

## Desființarea Fondului Bisericesc
Fondul bisericesc a fost desființat prin Decretul nr. 273 din 1949, activitatea sa fiind preluată de întreprinderea pentru exploatarea și industrializarea lemnului și de Trustul pentru industrializarea lemnului. Prin decizia nr. 68081 din 19 august 1949 a Ministerului de Finanțe s-a constituit și și-a început activitatea comisia de lichidare a Fondului bisericesc. Aceasta a lucrat până la data de 31 martie 1950, dată când s-a încheiat orice activitate legată de Fondul bisericesc.

## Revendicarea averii Fondului Bisericesc al Bucovinei
În anul 2000, la inițiativa arhiepiscopului Pimen Zainea (membru fondator), a fost înființată asociația Fondul Bisericesc Ortodox Român al Bucovinei, care revendică cele 192.000 ha de pădure care au aparținut fondului bisericesc austriac.
În data de 27 noiembrie 2014 Înalta Curte de Casație și Justiție a pronunțat decizia irevocabilă în procesul prin care Arhiepiscopia Sucevei și Rădăuților revendica de la Direcția Silvică Romsilva 166.000 ha ce făcuseră parte din Fondul Bisericesc al Bucovinei. Terenul rămâne al statului român.